# روبرت جوزيف ولز
روبرت جوزيف ولز (بالإنجليزية: Robert Joseph Wells)‏ هو سياسي أمريكي، ولد في 4 أكتوبر 1856، وتوفي في 12 فبراير 1941. حزبياً، نشط في الحزب الجمهوري. وقد انتخب عضو مجلس نواب مينيسوتا.